# Ekokammare
Ekokammare är ett begrepp som används om en situation i massmedia där åsikter förstärks likt ett eko genom att de upprepas av olika aktörer med samma ideologiska uppfattning utan att man tar del av eller lägger fram motståndares argument och ståndpunkter som utmanar den egna världsbilden.